# Алаєво
Ала́єво (рос. Алаево) — присілок у складі Юргинського округу Кемеровської області, Росія.

## Населення
Населення — 16 осіб (2010; 28 у 2002).
Національний склад (станом на 2002 рік):
- росіяни — 96 %